# CD7
Das T-cell antigen CD7 ist ein zur Gruppe der CD-Moleküle gehörendes Oberflächenprotein.

## Eigenschaften
Die Funktion von CD7 ist unbekannt. Vermutlich ist es im Zuge der adaptiven Immunantwort an der Aktivierung von T-Zellen beteiligt. CD7 ist glykosyliert, palmitoyliert und besitzt Disulfidbrücken.